# キルギス国立大学
キルギス国立総合大学（英語: Kyrgyz National University named after Jusup Balasagyn）は、ビシュケク市に本部を置くキルギスの国立大学。1932年創立、1951年大学設置。
キルギス国立総合大学（キルギスこくりつだいがく、キルギス語:Жусуп Баласагын атындагы Кыргыз Улуттук Университети, ロシア語:Кыргызский Национальный Университет）は、キルギス共和国・ビシュケクにある大学。キルギスでは通常КНУ（ケ・ネ・ウ）と呼ばれ、「キルギス国立総合大学」の略称である。日本では、「キルギス民族大学」という名称も使われている。
なお、キルギス国内には「キルギス国立大学(КГУ)」も存在するが、異なる国立大学で「アラバエフ名称キルギス国立大学（旧称：キルギス国立教育大学）」である。

## 概観
キルギス国立大学は、1932年にキルギス国立教育大学として創設された。1951年にキルギス国立大学に改称され、ソビエトキルギスの唯一の総合大学となった。1993年に、政府から特別ランクが与えられ、国を代表する大学として認められた。さらに2003年には、中世時代の中央アジアの思想家であるユスフ・ベラサグニの名前が与えられた。現在、本大学はキルギスの最高学府であり、学部と研究機関は1046名の教授、講師陣を擁し、18500人以上の学部学生及び、大学院生が学んでいる。

## 大学全体
キルギス国立大学では、2006年から類似した専攻と研究科を持つ学部や教育センターが合併されるなど、高いレベルの教育を目指す大きな改革が進んでいる。現在、本大学には16学部、8インスティチュート、3教育センターや4専門学校がある。

## 組織

### 学部
- 数学・情報科学学部
- 物理・電子工学部
- 化学・化学技術学部
- 生物学学部
- 地理学・生態学学部
- キルギス言語学学部
- ロシア・スラブ言語学学部
- 歴史・地方学学部
- ジャーナリズム学部
- 軍事学部

### インスティチュート及びインスティチュート下の学部や学科
- 国際教育プログラム統合化インスティチュート(Institute of integration of the international educational programs)
  - キルギス・ヨーロッパ学部
  - キルギス・アメリカ学部
  - 国際関係学・東洋学部（2016年に、国際関係学部と東洋学部を統合）
    - 日本語学科
    - 韓国語学科
    - ペルシア語学科
    - アラビア語学科

  - 関税学部

- 情報・通信工学技術インスティチュート

- 経済・金融インスティチュート
  - 経済学部

- 経営・ビジネスインスティチュート

- 外国語インスティチュート
  - 言語学科
    - 英語
    - フランス語
    - ドイツ語
    - トルコ語

- 法学インスティチュート
  - 法学部

- 社会・人間科学インスティチュート
  - 哲学学科
  - 政治学学科
  - 社会学学科
  - 心理学学科
  - 教育学学科
  - 宗教学学科

- ユーラシア・イノベーションの技術インスティチュート

### 教育センター
- 人材開発センター

- キルギス・中国教育センター
  - 言語学科
    - 中国語

- 体育・健康・スポーツセンター

## 大学院
- 数学研究科
- 応用数学・情報科学研究科
- 生物学研究科
- 自然・人文地理学研究科
- キルギス語言語学研究科
- ロシア語・ポーランド語言語学研究科
- キルギス歴史研究科(古代・中世、現代)
- 考古学・民族学研究科

## 附属図書館
附属図書館は、1932に本大学が創設されるのと同時に開かれた。蔵書数は100万冊を超え、国内大学機関で最も多い。